# 벨기에 세컨드 디비전
벨기에 세컨드 디비전은 1905년부터 2016년까지 개최되었던 벨기에의 축구 2부 리그였으며 벨기에의 프로팀이 점차 감소하면서 벨기에 왕립 축구 협회에서 리그 재정비의 일환으로 폐지했다.

## 개요
- 리그명: Proximus Pro League B
- 설립연도: 1905년
- 폐지연도: 2016년
- 참가클럽수: 8개
- 시즌기간: 8월~다음해 5월
- 이적기간: 1월, 7~8월

## 정규시즌
- 리그진행 (2015-16 시즌까지)
  - 2부 리그 18개 구단이 팀 당 2경기 씩 34라운드 소화
  - 정규 시즌 최종 우승자는 1부 리그 직행 (1, 2, 3 Period 기록 합산)
- 특이사항
  - 1 Period (1 ~ 10라운드), 2 Period (11 ~ 22라운드), 3 Period (23 ~ 34라운드)의 우승자를 각각 뽑음
  - 각 Period가 시작할 때는 이전 Period의 기록 초기화
  - 각 Period의 우승자 3팀과 1부 리그 Relegation Playoff 승자 총 4개 팀이 최종 승격라운드 진행
  - Period 우승자와 정규 시즌 최종 우승자 중복될 때에는 최종 순위 결과가 높은 팀에게 승격라운드 진출 기회를 부여

## 용병규정
- 개요
  - 국적에 따른 보유 한도 제한 없음
- 특징
  - 2012-13 시즌 프로 리그(1부)에 등록된 외국인 선수는 217명으로 내국인 216명을 처음으로 앞지름
  - 2013-14 시즌 프로 리그(1부)에 등록된 외국인 선수는 225명 (49.8%, 총 선수 451명), 출신 국가는 63개국
  - 2013-14 시즌 2부 리그에 등록된 외국인 선수는 163명 (32.7%, 총 선수 514명), 출신 국가는 43개국
- 선수체류
  - 프로운동선수로 비자를 받아 적법하게 장기 체류 가능 (B외국인 신분증)